# 2847 Parvati
2847 Parvati eller 1959 CC1 är en asteroid i huvudbältet som upptäcktes den 1 februari 1959 av Lowell-observatoriet i Flagstaff. Den är uppkallad efter den indiska gudinnan Parvati.
Asteroiden har en diameter på ungefär 6 kilometer.